# Zsolt Sándor Cseke

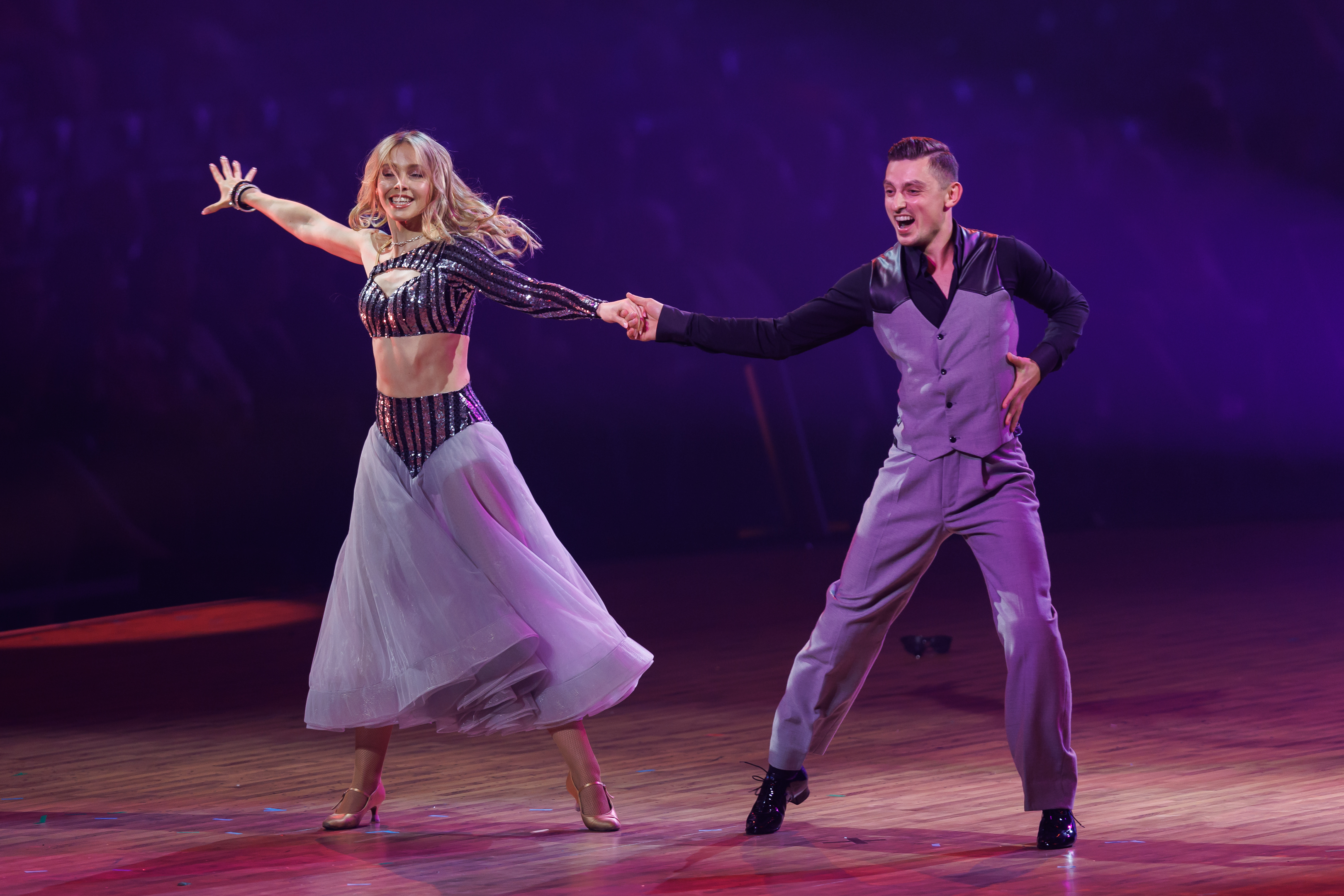
rechts, 2024 zusammen mit Lina Larissa Strahl

Zsolt Sándor Cseke [⁠ʒolt ˈʃaːndor ˈ⁠t͡ʃ⁠⁠ɛ⁠k⁠ɛ⁠] (* 13. Januar 1988 in Salonta, Rumänien) ist ein rumänischer Tänzer in der Sparte Lateinamerikanische Tänze sowie Tanztrainer und Wertungsrichter. Er gehört der ungarischen Minderheit in Rumänien an.

## Leben
Cseke wurde 1988 in Salonta in Rumänien geboren. Er besuchte dort das Gymnasium. Zum Tanzsport kam er 2002. Seit 2006 tritt er zu Turnieren an. 2006 und 2007 trat er mit seiner damaligen Tanzpartnerin auch zu einzelnen Standardturnieren an.
Seit Sommer 2015 tanzt er mit Malika Dzumaev, mit der er bis 2024 auch liiert war. Das Paar startet für den Grün-Gold-Club Bremen. Bis 2021 tanzten sie in der Hauptgruppe S-Latein, der höchsten deutschen Startklasse der Amateure. Im Januar 2022 gab das Tanzpaar seinen Wechsel zur Professional Division des Deutschen Tanzsportverbandes bekannt.
Zsolt Sándor Cseke und seine Tanzpartnerin waren Mitglieder des deutschen Bundeskaders. Ihre beste Platzierung in der DTV-Rangliste erreichten sie im Januar 2020 mit dem dritten Platz. In der Weltrangliste der World DanceSport Federation standen sie zuletzt auf Platz 13. 2023 nahm Cseke bei den RTL Wasserspielen teil. Er wohnt in Bremen.

## Let’s Dance
2022 nahm er an der 15. Staffel und dem Weihnachts-Special der RTL-Tanzshow Let’s Dance teil. Seine Tanzpartnerin war Janin Ullmann, mit der er in der Staffel den zweiten Platz belegte und im Special wie das Siegerpaar zweimal die Maximalwertung erreichte. 2023 war seine Staffelpartnerin Julia Beautx, mit der er erneut Zweiter wurde. Mit ihr nahm er auch am Weihnachtsspecial 2024 teil. In der regulären Staffel 2024 war seine Tanzpartnerin Lina Larissa Strahl. Bei der 18. Staffel im Jahr 2025 tanzte er mit der Influencerin Selfiesandra und belegte mit ihr den vierten Platz.
Seit 2021 ist er alljährlich Teilnehmer der Let’s Dance Tour. 2022–2024 nahm er mit seiner Tanzpartnerin der vorhergehenden Staffel mit.
| Staffel (Jahr)       | Partner             | Platzierung |
| -------------------- | ------------------- | ----------- |
| 15 (2022)            | Janin Ullmann       | 02.         |
| 16 (2023)            | Julia Beautx        | 02.         |
| Profi-Challenge 2023 | Malika Dzumaev      | 01.         |
| 17 (2024)            | Lina Larissa Strahl | 11.         |
| 18 (2025)            | Selfiesandra        | 4.          |

## Erfolge (Auswahl)
Seit 2012 belegte er zahlreiche Medaillenplätze bei WDSF Open und WDSF International Open, darunter erste Plätze:
- 2013: WDSF International Open Latin, Zevenbergen
- 2014: WDSF World Open Latin, Thessaloniki
- 2016: WDSF International Open Latin, Almere
- 2016: WDSF International Open Latin, Mailand
- 2017: WDSF International Open Latin, Berlin
- 2018: WDSF International Open Latin, Zabrze
- 2018: WDSF World Open Latin, Dnipro

Medaillenplätze bei verschiedenen Ranglistenturnieren und Meisterschaften:
- 2016: 2. Platz Ranglistenturnier Hgr. S-Latein[12]
- 2016: 2. Platz DTV-Ranglistenturnier Hgr. S-Latein[13]
- 2017: 2. Platz Ranglistenturnier Hgr. S-Latein[14]
- 2017: 2. Platz DTV-Ranglistenturnier Hgr. S-Latein[15]
- 2018: 1. Platz DTV-Ranglistenturnier Hgr. S-Latein[16]
- 2018: 1. Platz North European Championship Adults Latin[17]
- 2019: 2. Platz DTV-Ranglistenturnier Hgr. S-Latein[18]

Weiterhin errang er mehrfach Medaillenplätze bei Norddeutschen Meisterschaften bzw. Landesmeisterschaften Bremen in der Hauptgruppe S-Latein:
- 2017[19], 2020[20]: 1. Platz Norddeutsche Meisterschaft Hgr. S-Latein
- 2016: 1. Platz Landesmeisterschaft Bremen Hgr. S-Latein[21]
- 2019: 2. Platz Norddeutsche Meisterschaft Hgr. S-Latein[22]

Erfolge bei den Professionals:
- 2022: 2. Platz Professional Super Grand Prix Latin[23], 2. Platz Europameisterschaft Professional Division[24], 3. Platz Weltmeisterschaft PD Latein[25]

## Filmografie
- 2024: Frühling: Mit dem Feind im Bett
- 2024: Alles was zählt
- 2024: Die Passion
- 2025: Eltons 12